# Orocuina
Orocuina est une municipalité du Honduras, située dans le département de Choluteca.

## Villages
La municipalité de Orocuina, comprend 129 hameaux et les 9 villages suivants :
- Orocuina (chef-lieu de la municipalité)
- Concepción
- El Barreal
- Mal Paso
- San Andrés
- San José
- Santa Ana
- Santa Cruz
- Santa Lucía

## Source de la traduction
- (en)/(es) Cet article est partiellement ou en totalité issu des articles intitulés en anglais « Orocuina » (voir la liste des auteurs) et en espagnol « Orocuina » (voir la liste des auteurs).